# Liste von Zuflüssen der Isar
Liste von Zuflüssen der Isar

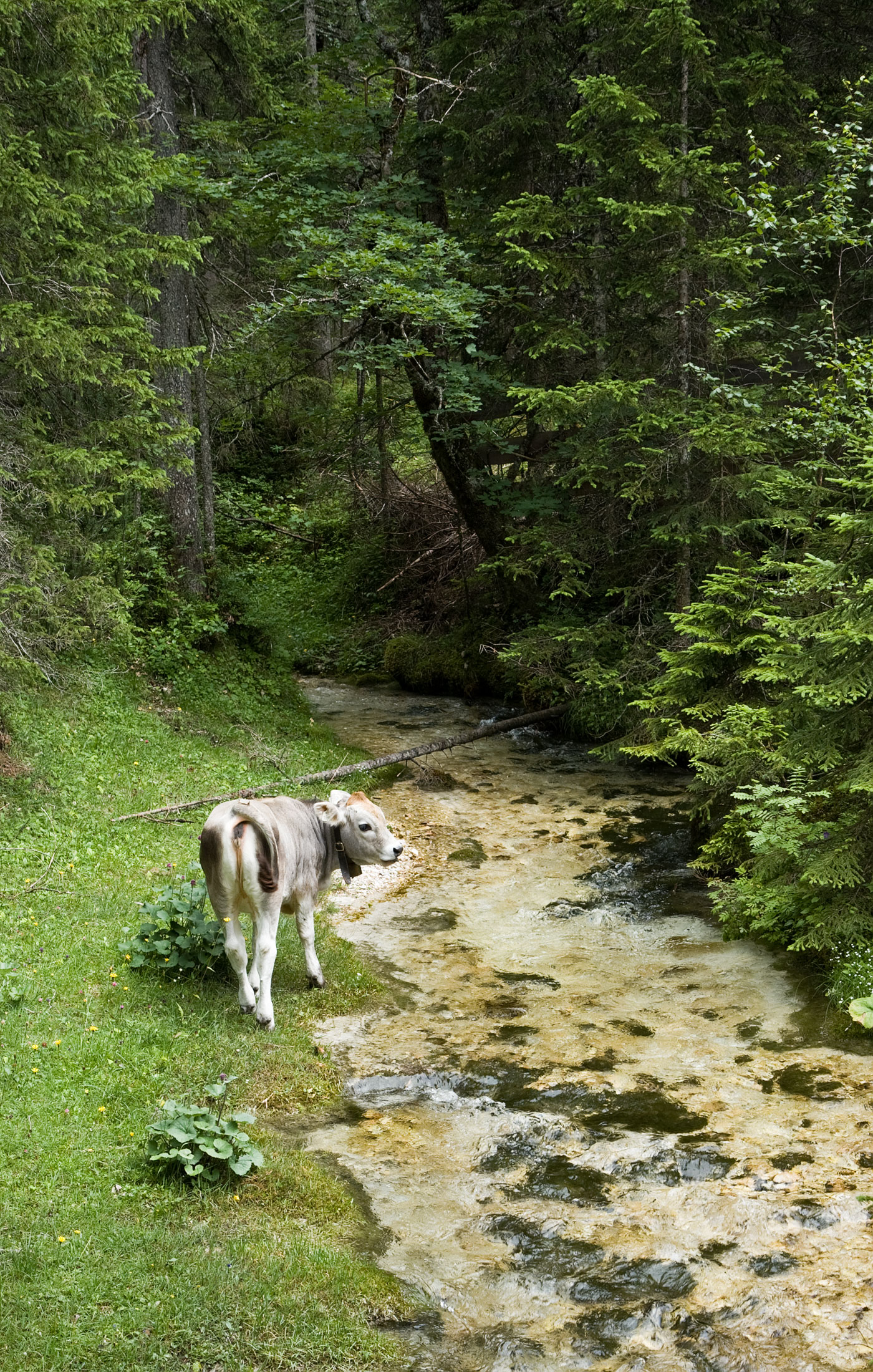
Der Isarursprung

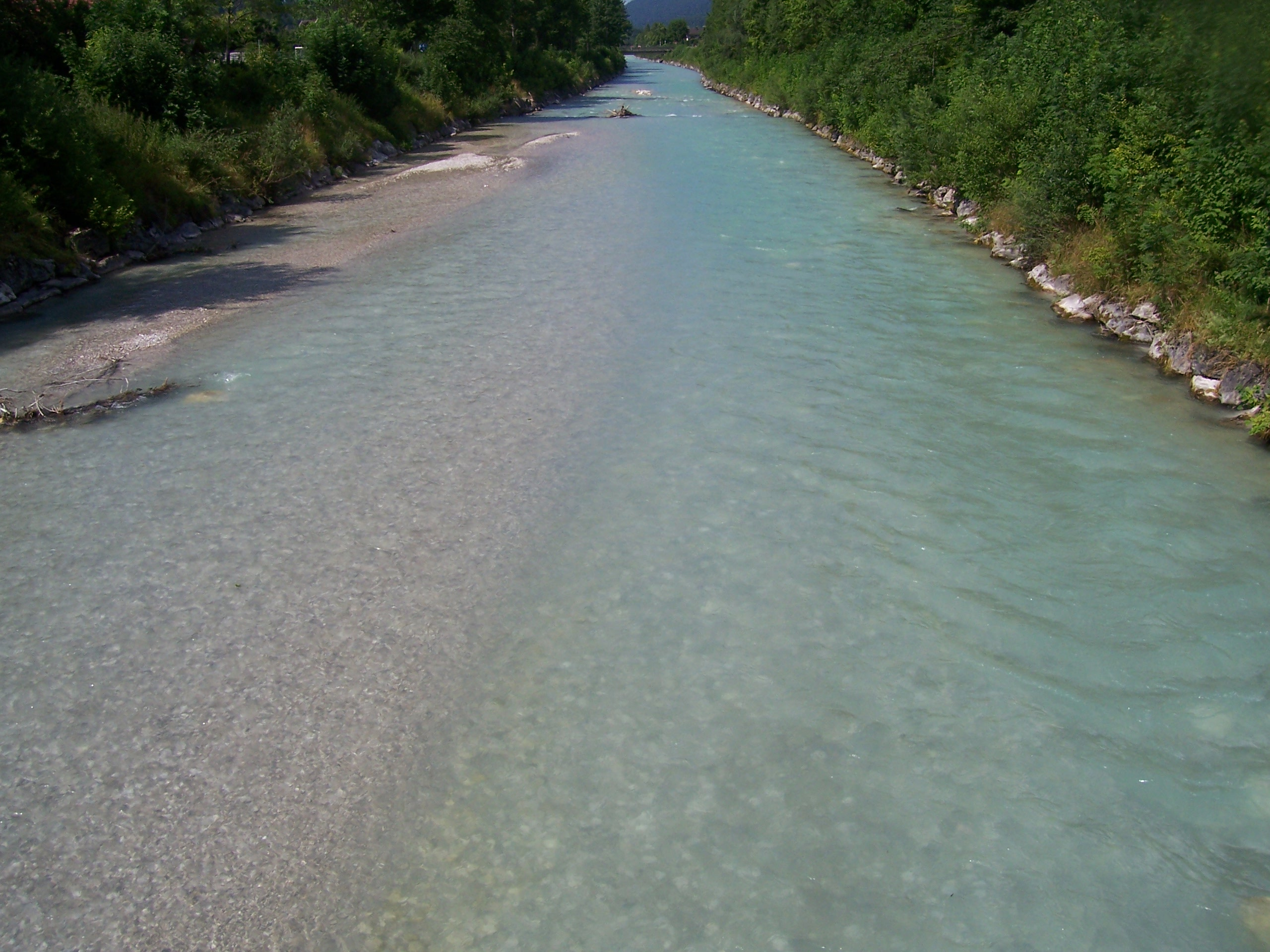
Die Isar bei Mittenwald

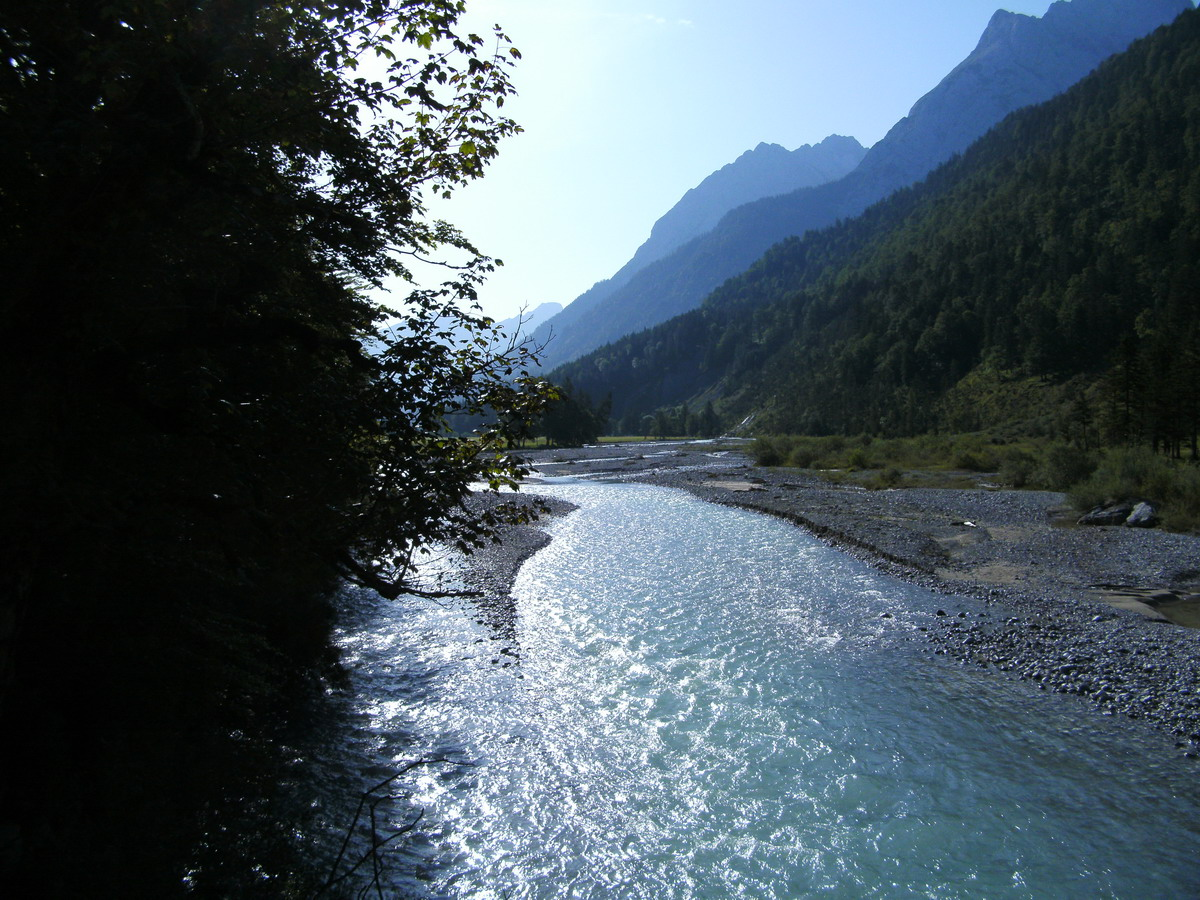
Der Rißbach bei Hinterriß

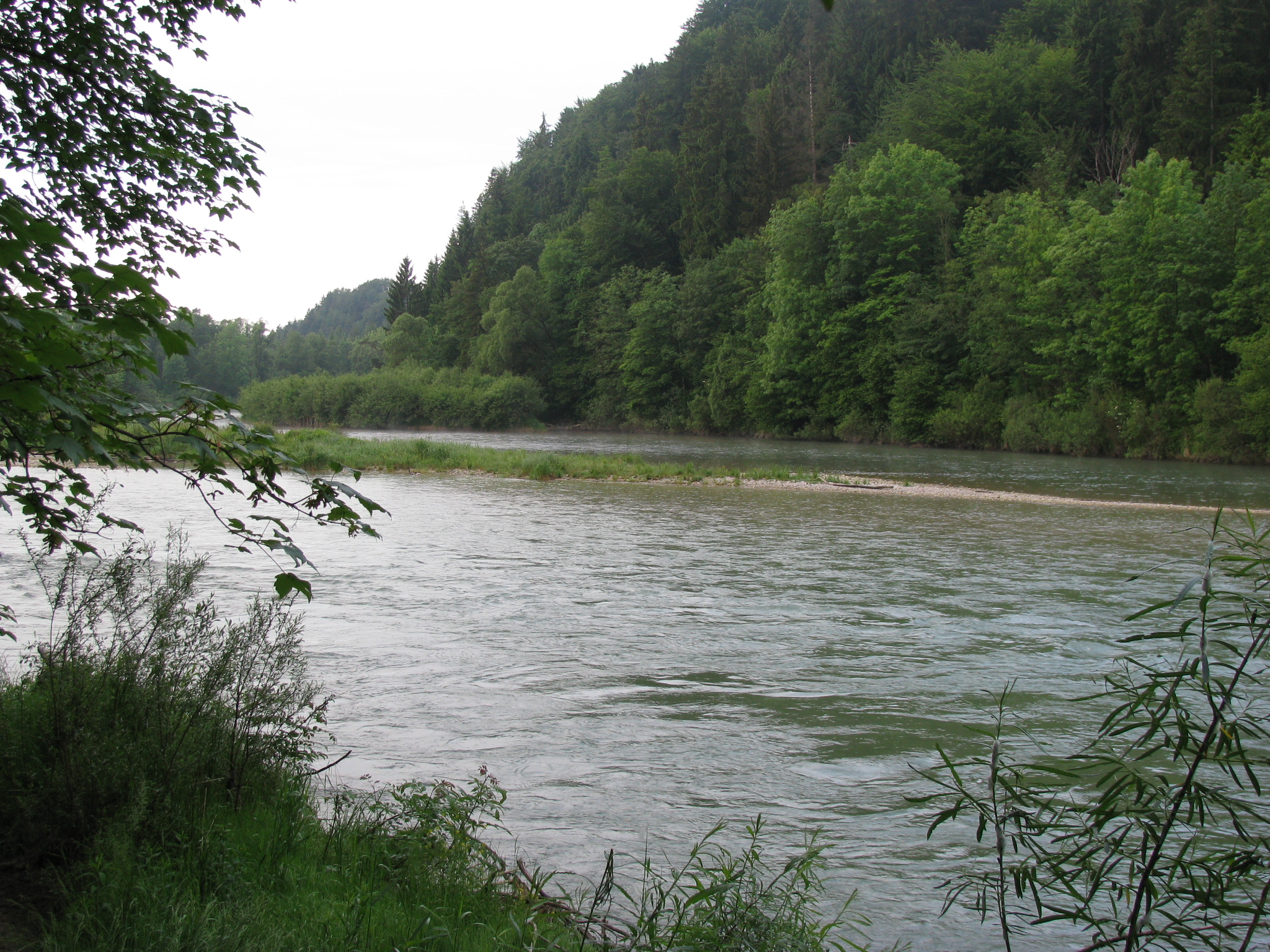
Mündung der Loisach von links in die Isar

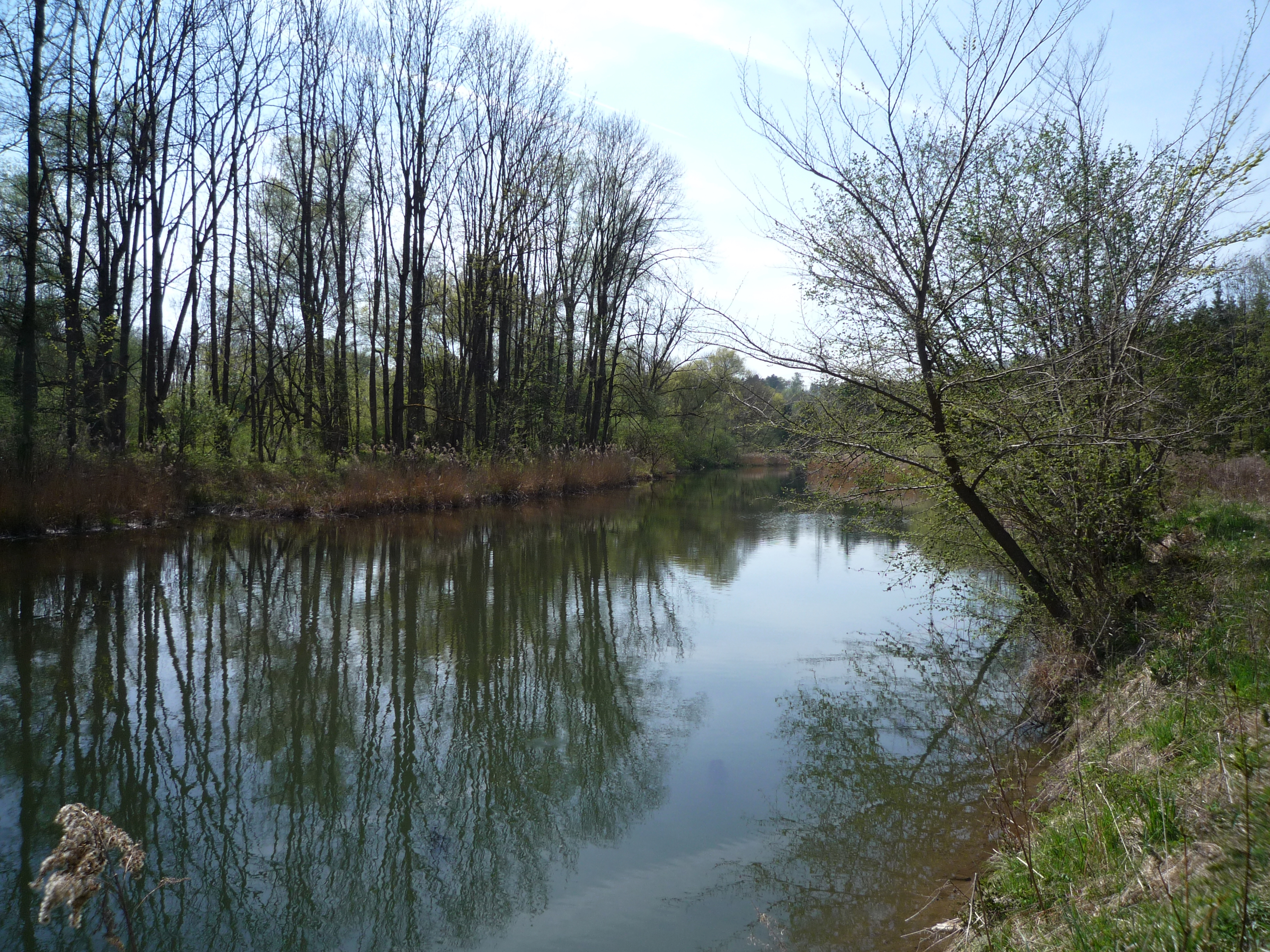
Moosach nahe ihrer Mündung

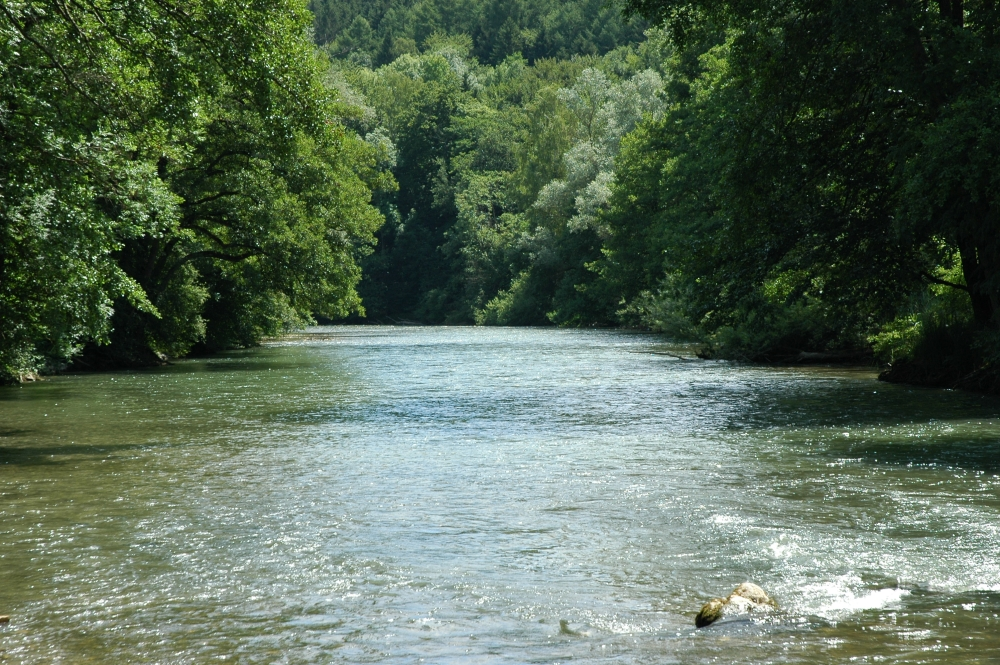
Die Amper südlich von Fürstenfeldbruck

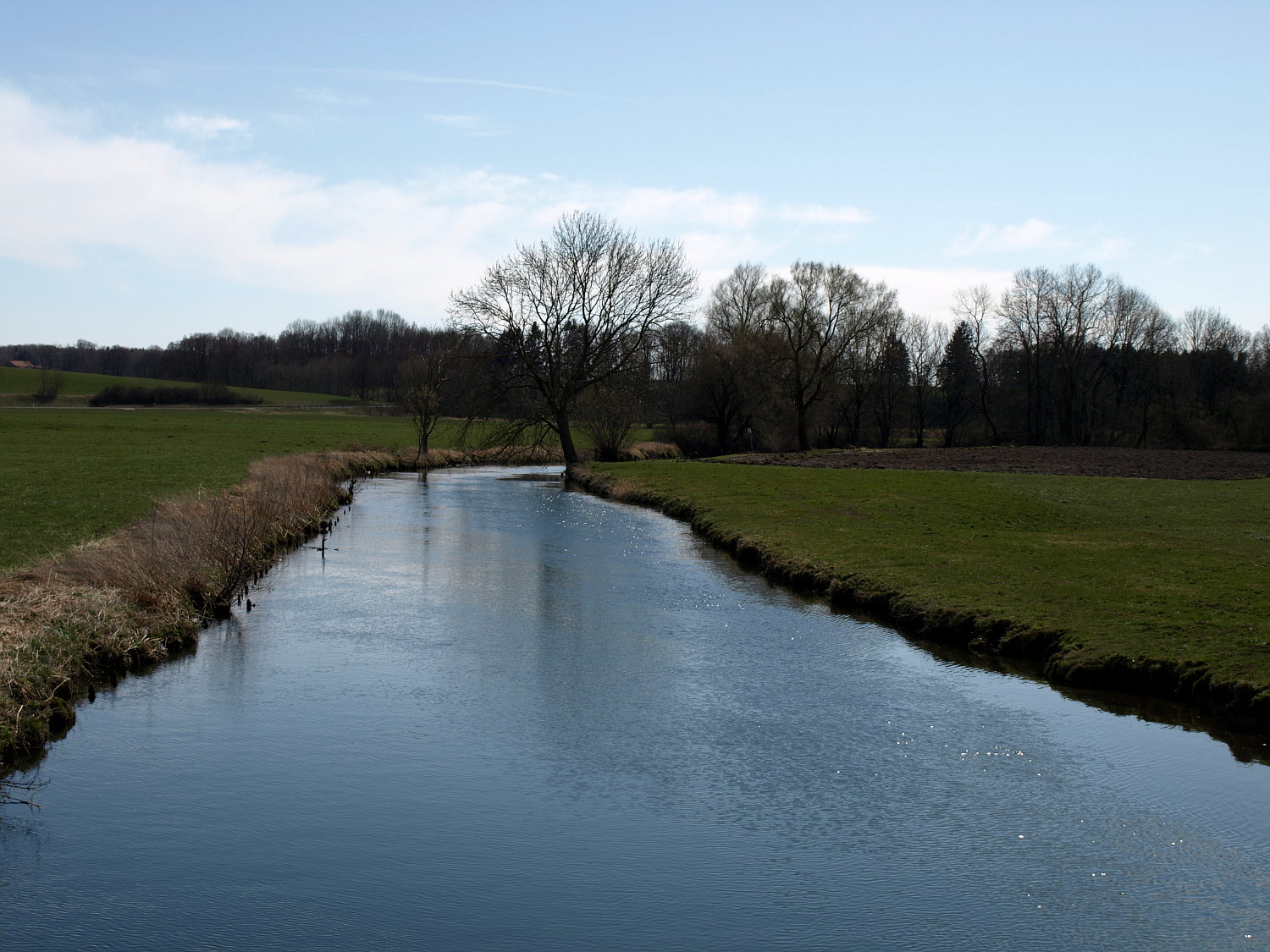
Die Sempt bei Erding

Die Isar ist ein ab ihrer Quelle 292 Kilometer langer Fluss in Tirol und in Bayern, in den Alpen und dem bayerischen Voralpenland mit einem 8960 Quadratkilometer großen Einzugsgebiet.

## Liste der Zuflüsse und Abgänge
Aufgeführt vom Ursprung bis zur Mündung mit jeweils Zuflussseite und Mündungs- bzw. Abgangsort. Auswahl.
Zuflüsse in Österreich:
- Lafatscher Bach (links, im Hinterautal, oft als Oberlauf angesehen)
- Ödkarbach (rechts, im Hinterautal)
- Breitgrieskarbach (rechts, im Hinterautal)
- Hinterkarbach (rechts, im Hinterautal)
- Gleirschbach (links, im Hinterautal)
- Karwendelbach (rechts, Scharnitz)
- Gießenbach (links, Scharnitz)

Zuflüsse in Deutschland:
- Leutascher Ache (links, Mittenwald)
- Atzgrubenlaine (rechts, Mittenwald)
- Lainbach (links, Mittenwald)
- Gassellahnbach (rechts, Mittenwald)
- Marmorgraben (rechts, Mittenwald)
- Seinsbach (rechts, Mittenwald)
- Seinsrautbach (rechts, Krün)
- → (Abgang des Obernachkanals), (nach links aus dem Isarstausee Krün zum Walchensee)
- Hüttlegraben (rechts, Krün)
- Felsengraben (rechts, Krün)
- Finzbach (links, Wallgau)
- Kaltwassergraben (rechts, Wallgau)
- Stiergraben (links, Wallgau)
- Milchgraben (links, Wallgau)
- Zellergraben (Wallgau)
- Markgraben (rechts, Schröfeln)
- Sausender Graben (links, Schröfeln)
- Schröflesgraben (links, Schröfeln)
- Oberer Ölgraben (rechts, Schröfeln)
- Unterer Ölgraben (rechts, Schröfeln)
- Schleiferhüttlgraben (links, Schröfeln)
- Hammerlgraben (rechts, Schröfeln)
- Fischbach (links, Schröfeln)
- Pfetterkopfgraben (rechts, Ochsensitz)
- Hochgraben (rechts, Ochsensitz)
- Brünstwurf (links, Ochsensitz)
- Staudengraben (rechts, Ochsensitz)
- Siegelswurf (links, Ochsensitz)
- Bärnlangergraben (rechts, Ochsensitz)
- Grandlgraben (links, Vorderriß)
- Wildgraben (links, Vorderriß)
- Rißbach (rechts, Vorderriß)
- Speibenkäsgraben (links, Vorderriß)
- Hochgraben (links, Vorderriß)
- Galtbodengraben (rechts, Vorderriß)
- Staffelgraben (links, im Sylvensteinsee)
- Dürrach (rechts, im Sylvensteinsee)
- Schürpfengraben (rechts, im Sylvensteinsee)
- Rudersgraben (rechts, im Sylvensteinsee)
- Markgraben (rechts, im Sylvensteinsee)
- Walchen (in Österreich: Seeache) (rechts, im Sylvensteinsee)
- Röthengraben (rechts, im Sylvensteinsee)
- Achselgraben (rechts, im Sylvensteinsee)
- Brandgraben (rechts, im Sylvensteinsee)
- Schronbach (links, Rauchenberg)
- Markgraben (links, Rauchenberg)
- Brandgraben (links, Rauchenberg)
- Wildgraben (rechts, Hohenwiesen)
- Hochalmgraben (rechts, Hohenwiesen)
- Almgraben (links, Rauchenberg)
- Klaffenbach (rechts, Klaffenbach)
- Jachen (links, Leger)
- Schwarzenbach (links, Langeneck)
- Almbach (rechts, Almbach)
- Kienzlsägmühlbach (links, Wegscheid)
- Murbach (links, Wegscheid)
- Mühlbach (rechts, Anger)
- Hirschbach (rechts, Lenggries)
- Mühlbach (links, Schellenburg)
- Hirschbach (rechts, Lenggries)
- Lahngraben (links, Lenggries)
- Dorfbach (rechts, Lenggries)
- Brunnenwasserbach (links, Schlegldorf)
- Kranzenbach (links, Schlegldorf)
- Tratenbach (rechts, Steinbach)
- Steinbach (rechts, Steinbach)
- Bairahofer Graben (links, Arzbach)
- Arzbach (links, Arzbach)
- Lainbach (links, Arzbach)
- Aubach (links, Arzbach)
- Steinbach (links, Steinbach)
- Große Gaißach (rechts, Untergries)
- Ellbach (rechts, Bad Tölz)
- Einbach (links, Bad Tölz)
- Buchberggraben (links, Oberfischbach)
- Peterbauernbach (links, Oberfischbach)
- Haunleitenbach (links, Oberfischbach)
- Habichauer Bach (rechts, Unterleiten)
- Mühlbach (links, Schuss)
- Großer Rothbach (links, Schuss)
- Zeller Bach (rechts, Einöd)
- Moosbach (rechts, Ascholding)
- Schwaigwaller Bach (links, Gartenberg)
- Loisach-Isar-Kanal (links, Waldtann)
- Eisgraben (rechts, Puppling)
- Kaltenbach (rechts, Kaltenbach)
- Loisach (links, Wolfratshausen)
- → (Abgang des Isarkanals) (nach rechts, am Kraftwerk Egling)
- Auenbach (Isar, Egling) (links, Ickinger Au von Egling)
- Aumühlbach (rechts, Aumühle)
- Mühlbach (links, nach Kloster Schäftlarn)
- ← (Rücklauf des Isarkanals) (von rechts, nach Kraftwerk Mühltal)
- Geudergraben (links, Baierbrunn)
- → (Abgang des Isar-Werkkanals) (nach links, Baierbrunn)
- → (Abgang des Auer Mühlbachs) (nach rechts, München-Harlaching)
- ← (Teilrücklauf des Isar-Werkkanals) (von links, München, vor Braunauer Eisenbahnbrücke)
- ← (Rücklauf des Auer Mühlbachs) (von rechts, München. Maximilianeum)
- Eisbach (links, München, Englischer Garten)
- → (Abgang des Mittlere-Isar-Kanals) (nach rechts, München-Oberföhring)
- Brunnbach (rechts, München-Oberföhring)
- Seebach (rechts, Ismaning)
- Schwabinger Bach (links, nach München)
- Garchinger Mühlbach (links, Garching)
- Schörgenbach (rechts, Erching)
- Pförreraugraben (rechts, Freising)
- Angerbach (rechts, in der Marzlinger Au)
- Goldach (rechts, in der Hummler Au)
- Moosach (links, Oberhummel)
- Dorfen (rechts, in der Dorfner Au, kurz nach Zufluss des Sempt-Flutkanals)
- (Gemeinsamer Unterlauf von Weißgraben und Moosgraben) (links, Langenpreising-Rosenau)
- Amper-Überführungskanal (links, Moosburg)
- ← (Abgang des Werkkanals) (nach rechts, Moosburg)
- Schleiferbach (links, Moosburg)
- Amperdurchbruch (links, Moosburg)
- Amper (links, Wang-Volkmannsdorf)
- Alter Werkkanal (rechts, Bruckberger Au von Bruckberg)
- → (Abgang der Flutmulde von Landshut) (nach links zur Pfettrach, vor Landshut)
- → (Abgang des Hammerbachs) (nach links zur Kleinen Isar, vor Landshut; nimmt den Klötzlmühlbach auf)
- ← (Rücklauf des Mittlere-Isar-Kanals) (von rechts vor Landhut-Achdorf)
- Roßbach (rechts, Landshut)
- → (Abgang der Kleinen Isar) (nach links, in Landshut)
- ← (Rücklauf der Kleinen Isar) (von links, in Landshut; hat dort Hammerbach und Pfettrach aufgenommen)
- Schweinbach (rechts, nach dem Stausee Altheim bei Landshut-Auloh)
- → (Abgang des Längenmühlbachs) (nach links, nach dem Stausee Altheim bei Essenbach-Gaden)
- Mühlbach (links, nach dem Stausee Altheim bei Essenbach-Gaden)
- Wolfsbach (rechts im Stausee Niederaichbach, Wolfsbach)
- Aichbach (rechts, Reichersdorf)
- Viehbach (rechts, Niederviehbach)
- Scheiblbach (rechts, Loiching)
- Teisbach (rechts über einen Vorfluter des Stausees Dingolfing, nach diesem vor Dingolfing)
- Asenbach (rechts, in Dingolfing)
- unbenannter Vorfluter, der das Wasser des Stadtmühlbachs und bei Hochwasser auch das Wasser des Asenbachs aufnimmt (rechts, Gottfrieding)
- Mamminger Bach (rechts, Mamming)
- Bubach (rechts, Benkhausen)
- Altern (links, vor Landau)
- Ammerbach (rechts, in Landau)
- Mühlbach (rechts, vor Landau-Oberframmering)
- Wirtsgraben (rechts, Zeholfing)
- Schusterbrunnenbächlein (rechts, Poldering)
- Aschelbach (rechts, vor Wallersdorf-Westerndorf)
- ← (Rücklauf des Längenmühlbachs) (von links, nach der Staustufe Plattling-Pielweichs)
- → (Abgang des (Linken) Plattlinger Mühlbachs) (nach links am Zulauf des Längenmühlbach-Unterlaufs, Plattling)
- → (Abgang des Rechten Plattlinger Mühlbachs) (nach rechts am Zulauf des Längenmühlbach-Unterlaufs, Plattling)
- ← (Rücklauf des (Linken) Plattlinger Mühlbachs) (von links in einen linken Altarm der Isar bei Plattling-Schiltorn)